# Flow (musikgrupp)
För andra betydelser, se Flow (olika betydelser).

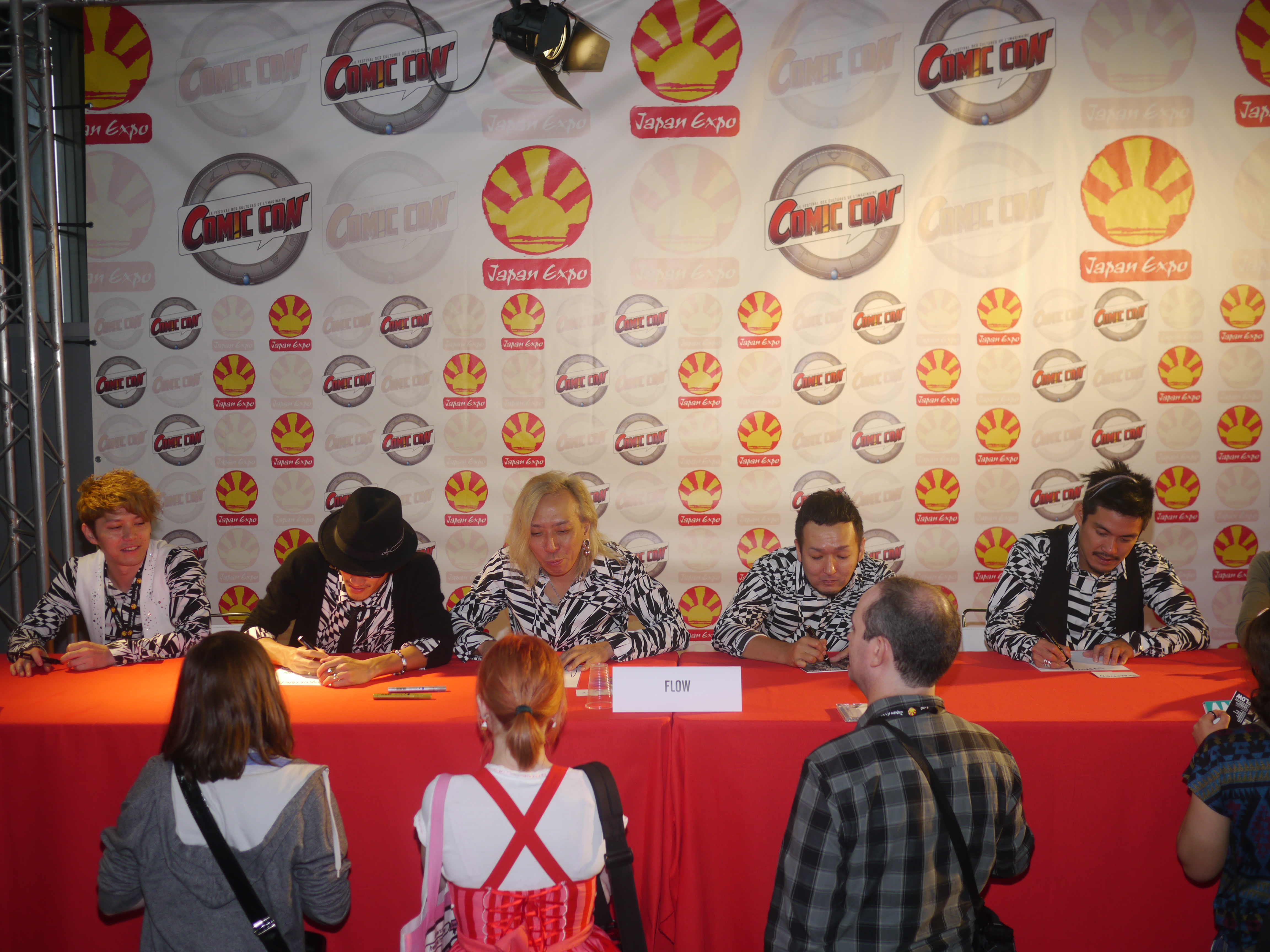
Japan Expo 2012

Flow är ett japanskt j-pop/j-rock-band som skapades 1998. Deras låtar har blivit mycket populära i Japan och dels i andra länder, och en del av låtarna har kommit med i introt och outrot på vissa animeserier. T.ex. har låtarna "Go!!", "Re:member" och "Sign" varit med i intron för Naruto, "Colours" och "World End" för Code Geass och "Days" för Eureka Seven. Låten "Realize" har även varit med i introt för PlayStation 2. För det mesta sjunger de på japanska med lite inslag av engelska.

## Bandmedlemmar
Sång och gitarr: Keigo Hayashi

Andra sång: Kōshi Asakawa

Gitarr: Takeshi Asakawa

Trummor: Hiroshi Iwasaki

Bas: Yasotarō Gotō

## Låtar(i bokstavsordning)
Answer

Arigatō

Around The World

Astro Slider

Attack 26

BCG

Blaster

Boku Ni Sasageru Ballade

Colors

Days

Dream Express

Electric Circus

Everything All Right'

From 9 To 0

Fun Time Delivery

Fuyu No Amoto

Garden

Go!!

Go Places

Hibi Dōdō

Image

Journey

Ka-Za-A-Na

Kaleidoscope

Kandata

Life Is Beautiful

Like A Rolling Snow

Love Dub

Make Yourself

Merosu

My Life

Night Parade

Nostalgia

Okuru Kobota

Parasite

Planet Walk

Realize

Re:member

Rising Dragon

Rookie

Ryūsei

Saiken

Samurai Muaforu

Shakys

Sharirara
Shiawase neiro
Shine

Since...

Stay Gold

Steppers High

Sunny Side Circuit

Sunshines 60

Tabibito

Vision

Who Needs Baby

World End

Your Song